# Xinjiang
Xinjiang (uigur: شىنجاڭ, Xinjang; en xinès: 新疆, pinyin: Xīnjiāng, transcripció antiga: Sinkiang), oficialment la Regió Autònoma Uigur de Xinjiang (uigur: شىنجاڭ ئۇيغۇر ئاپتونوم رايونى, Xinjang Uyghur Aptonom Rayoni; en xinès simplificat: 新疆维吾尔自治区, xinès tradicional: 新疆維吾爾自治區, pinyin: Xīnjiāng Wéiwú'ěr Zìzhìqū) és una regió autònoma de la República Popular de la Xina. La capital és Ürümchi, situada en l'extrem oest de la Xina. Vorejada per altes muntanyes, la regió ha estat durant molt temps una cruïlla essencial de les rutes de seda. Se li va concedir la categoria de Regió Autònoma l'1 d'octubre de 1955. "Xinjiang" en mandarí i "Ice Jecen" en manxú, volen dir literalment "Nova Frontera", nom donat durant la dinastia Qing i considerat xinocèntric per molts defensors de la independència que prefereixen fer servir noms històrics o ètnics com Turquestan Oriental o Uiguristan. De vegades se l'esmenta com a Turquestan xinès o com a Àsia central xinesa.

## Història

### La lluita entre els xiongnu i la Xina Han
Al començament de la dinastia Han (206 aC - 220 dC) la regió depenia dels xiongnu, un poderós poble nòmada radicat en l'actual Mongòlia. El segle ii aC va arribar a la zona Zhang Qian, enviat dels Han, el que seria el començament de diverses dècades d'enfrontaments amb els xiongnu pel domini de la regió que van acabar amb la victòria dels Han. L'any 60 aC van establir el protectorat de les Regions Occidentals (西域 Xīyù terra occidental) a Wulei (乌垒) a prop de l'actual Luntai per a supervisar tota la regió fins al Pamir, anomenada Comandància del territori occidental (西域都护府 Xīyù dūhù fǔ).
Durant la usurpació de Wang Mang a la Xina, els estats dependents del protectorat es van rebel·lar i van tornar sota dominació xiongnu l'any 13 dC. Durant el següent segle, els Han van enviar diverses expedicions a la regió, restablint el protectorat durant els períodes 74-76, 91-107 i des del 123 fins ara. Després de la caiguda de la dinastia Han (220 dC), el protectorat es va mantenir sota la dinastia Wei i la dinastia Jin Occidental.

### Una successió de pobles
La dinastia Jin Occidental va sucumbir davant les successives onades invasores dels nòmades del nord al començament del segle iv. Els següents regnes que van governar el nord-oest de la Xina, Liang Anteriors, Qin Anteriors, Liang Posteriors i Liang Occidentals, van intentar mantenir el protectorat amb diferent èxit. Després de la reunificació final del nord de la Xina sota la dinastia Wei del Nord, el Protectorat abastava el terç sud-oriental de l'actual Xinjiang. Estats locals com Shule, Yutian, Guizi i Qiemo en controlaven la meitat occidental, mentre que la zona central entorn de Turpan estava controlada pels Gaochang, descendents dels Liang del Nord que anteriorment governaren part del que ara és la província de Gansu.

### L'imperi Turc
A la fi del segle v els Tuyuhun i els Rouran van començar a envair la regió i a fer valer el seu poder en les zones sud i nord de Xinjiang, respectivament, i el protectorat xinès va desaparèixer un cop més. Al segle vi, els turcs aparegueren a la regió d'Altai com a vassalls dels Rouran, als quals un segle després derrotarien, establint un vast imperi que s'estenia per la major part de l'Àsia central, més enllà del mar d'Aral per l'oest i del llac Baikal per l'est. El 583 l'imperi Turc es va dividir en dues meitats, l'occidental i l'oriental, i Xinjiang va quedar a la meitat occidental. El 609, sota la dinastia Sui, la Xina va vèncer als Tuyuhun i va prendre el control de la zona sud-oriental de Xinjiang.

### La dinastia Tang i els kanats
La dinastia Tang, establerta en 618, fou una de les més expansionistes de la història xinesa. A partir de l'any 620 va enviar una sèrie d'expedicions contra els turcs i va forçar la rendició dels turcs occidentals el 657. Xinjiang va ser posat sota protectorat amb el nom d'Anxi (安西都护府; "Protectorat Pacificador de l'Oest"). El Protectorat no va sobreviure en caure la dinastia en el segle viii. Durant la devastadora rebel·lió d'An Lushan, el Tibet va envair la Xina Tang per un ample front que abastava des de Xinjiang a Yunnan, i va saquejar la capital el 763 i prendre control del Xinjiang meridional al final de la centúria. Al mateix temps, el kanat Uigur (que el 744 va adoptar el maniqueisme com a religió d'estat i fins al 840) va prendre control del Xinjiang septentrional, i també d'una gran part de l'Àsia central, incloent Mongòlia. La invasió musulmana de la regió de Tiraz o Talas es va acabar el 750/751 amb la batalla del Talas i els musulmans no tornaran en força a la regió fins a l'arribada dels karakhànides o Ileks Khans al segle x.
Tant el Tibet com el kanat uigur van declinar a mitjan segle ix i la zona va entrar en una era de fragmentació. El kanat karakhànida va controlar el Xinjiang occidental al final del segle x i al segle xi mentre que branques dels uigurs dominaven el Xinjiang central en aquesta mateixa època. El 1132, el que quedava de l'imperi Khitan de Manxúria va entrar al Xinjiang fugint dels violents atacs dels Jurchen i van establir al kanat Kara-khitai, unificant l'actual Xinjiang durant un segle. Els karakhànides van adoptar l'islam segurament sota Yusuf Kadir Khan (1026-1032) i es va consolidar a Kaixgar i al Regne de Khotan. Les possessions dels karakhànides al Xinjiang foren arrabassades pels kara-khitai, que eren budistes confucianistes, i l'expansió de l'islam es va aturar.

### Arribada dels mongols
L'imperi Mongol de Genguis Kan va conquistar el Kara-khitai en 1218. Després de la desintegració de l'Imperi, el Xinjiang va quedar a l'ulus de Txagatai Khan, un dels fills de Genguis Kan, i dels seus successors. Els kans txagataïdes no van perseguir l'islam però tampoc no el van promocionar clarament i les conversions es van produir de manera molt lenta excepte en el regnat de Tughluk Temur (1359-1363). A la meitat del segle xiv el kanat de Txagatai es va començar a desintegrar per les parts occidental i oriental: a l'oriental, la vall del Tarim i Turfan, el kanat va subsistir fins al final del segle xvii però hi van sorgir diversos estats com Khuldja, Yarkand i Turfan. Els Dughlat turcs de Kashghària van protegir als kans. En aquest període ja s'havien islamitzat. Al final del segle xvi la família dels Khodja, sorgits de l'orde religiós dels nakshbandiyya de Samarcanda, va adquirir gran influència religiosa, i es va dividir en dues branques: els aktaghliks (poble de la muntanya blanca) centrats a Kaixgar, i els karataghliks (poble de la muntanya negra) centrats a Yarkand.
A partir de l'inici del segle xvii l'autoritat dels kans fou suprimida de fet per la família Khodja, que va governar les diferents ciutats del Xinjiang com a caps religiosos (un membre de la família diferent en cada lloc) i en va accentuar el caràcter musulmà. El 1678 Hadrat Apak, dels aktaghliks, va derrotar els seus rivals amb l'ajut dels mongols calmucs i va reunificar la Kashghària fundant un estat teocràtic musulmà que va esdevenir un protectorat de l'estat mongol dels jungars (oirats en plena ascensió, conegut com a Imperi de Jungària. Això va suposar un desafiament per la Xina que va derrotar els jungars el 1697. A la meitat del segle xvii, el 1755, la dinastia Qing xinesa va atacar Khuldja i va capturar el kan dels jungars i calmucs; els calmucs que abans eren una part de l'imperi de Jungària, eren ara el darrer imperi nòmada d'Àsia i controlaven una vasta regió coneguda a Occident com a Gran Tartària (o Imperi Calmuc), que s'estenia des de la Gran Muralla fins al riu Don i des de l'Himàlaia fins a Sibèria. Les lluites entre la Xina i els calmucs van acabar amb la victòria dels primers i l'annexió de Jungària a la Xina el 1757. La conca del Tarim fou anomenada com Hui p'u (regió musulmana) pels xinesos. Aquestos van repoblar Jungària amb poblacions diverses entre les quals musulmans de la conca del Tarim i de Gansu. Annexionada Kashghària el 1759，fou unida a Jungària i el conjunt rebatejat Hui-chiang (dependències musulmanes).

### Imperi Manxú
L'Imperi Qing dominava ara el Xinjiang. El 1759, una rebel·lió al sud de les muntanyes Tian va ser sufocada i va cimentar el poder manxú sobre Xinjiang. Els manxús van establir la caserna general de la zona a Khuldja.
Les revoltes musulmanes foren constants especialment dirigides per la família Khoja. Aquesta família, exiliada a Kokand, encoratjava la resistència dels musulmans i va provocar rebel·lions el 1825, 1830, 1846 i 1857. La darrera revolta khoja fou el 1857, i va durar només unes setmanes sota la direcció de Wali-Khan, famós per l'assassinat de l'explorador Adolf Schlagintweit. La gran revolució musulmana dels dungans (barreja de xinesos i turcs) va esclatar el 1862 i es va estendre aviat. El 1864 la major part del Xinjiang nord-occidental, fins al llac Balkhash, va ser cedida a l'Imperi Rus pel tractat de Tacheng; aquesta zona constituïx actualment part del Kazakhstan, Kirguizstan i Tadjikistan. Aquest mateix any les rebel·lions es van succeir per tot Xinjiang, incloent Khuldja, Hotan, Kashgar, Turfan i altres zones en favor dels khoges. A Kashgar els xinesos foren massacrats i la ciutat va demanar ajut al kan de Kokand que va enviar al cap kirguís Sadik Beg que tenia el suport de Buzurg Khan Khodja, hereu del notable cap khodja Jahanghir Khodja, i del seu general Yakub Beg (de sobrenom Atalik Ghazi) nascut a Kokand. Aquests dos darrers van prendre el control de Kashgar (1865) abans de l'arribada de Sadik Beg, que quan va arribar fou rebutjat i va haver de tornar a Khokand. L'estat khodja feia servir les banderes blanques tradicionals de la família.

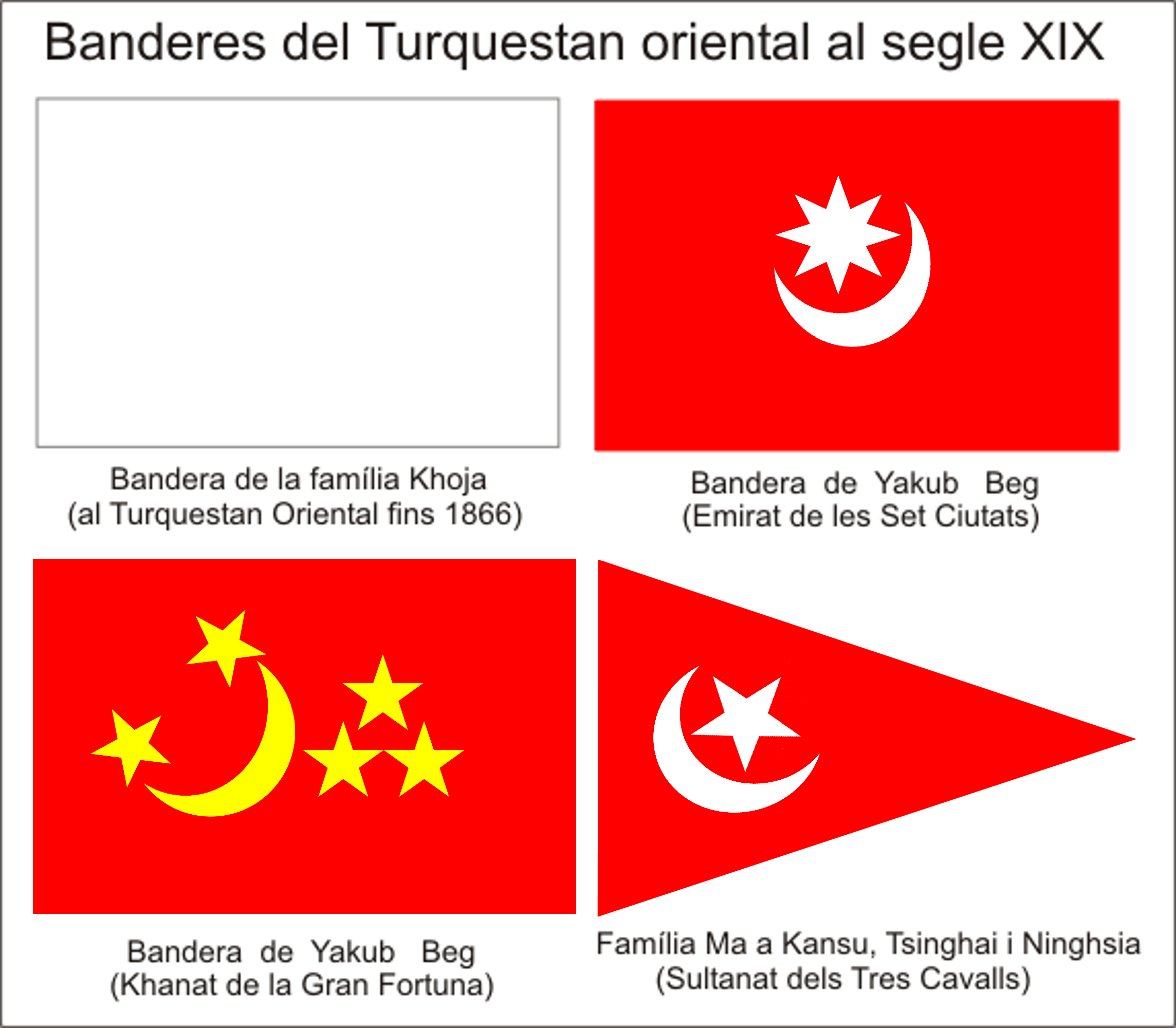
Banderes dels khoja, Yakub Beg (vassall otomà i kan independent) i sultanat dels Tres Cavalls establerts per la família Ma a Kansu, Tsinghai i Ninghsia, ja al segle XX

Buzurg Khodja era indolent però Yakub tenia molta energia i quan Buzurg el va voler eliminar (1866) va donar un cop d'estat i va prendre el poder a Kashgar; Yakub es va apoderar de diverses regions veïnes incloses Yarkand i Khotan i va esdevenir de fet l'únic senyor del país i va ser reconegut pel sultà otomà; es creu que per això va adoptar bandera vermella amb mitja lluna i estrella semblant a la de l'Imperi, si bé es va declarar vassall del kan de Kokand. Els musulmans de Jungària (al nord de les muntanyes amb Kuldja, a l'Ili, i Ürümchi) li van donar suport tallant les comunicacions entre la Xina i Kashghària (que era el territori al sud de les muntanyes amb Kaixgar, Yarkand, Hotan, Turfan, Aksu i Yangi Hissar). Els russos van ocupar la vall de l'Ili el 1871-1872, on s'havia establert un govern independent. Yakub Beg va quedar independent de Kokand el 1873; va governar fins al maig de 1877 quan va morir en estranyes circumstàncies i el país fou recuperat pels xinesos sota el seu general i governador Tsao Tsung Tang que van entrar a Kaixgar el desembre d'aquell any i a altres llocs els primers mesos de 1878. El 1882 o 1884 el territori va ser rebatejat Xinjiang (transcrit també com Sinkiang o Hsin-chiang que vol dir "Nous Territoris").

### Després de la dinastia Qing

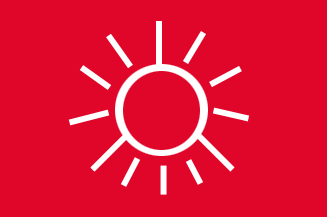
Bandera del govern de Xinjiang de vers 1928 a 1933

El 1912 es posa fi a la dinastia Qing i es proclama la República de la Xina, la qual es va reconèixer al Xinjiang. El senyor de la guerra Yang Zengxin va ésser nomenat pel Guomindang governador de la província. Va sufocar les revoltes d'Aksu i del kan de Kasgària. Després d'això va mantenir sota control mantenint-la aïllada de la resta de la Xina i la Unió Soviètica fins al seu assassinat el 1928.
Després, el govern va quedar en mans de Jin Shuren, el qual va aplicar polítiques en favor dels xinesos i en contra dels musulmans, cosa que augmentà les tensions entre aquests. També va annexionar l'oasi de Komul (Hami), fins aleshores el darrer kan autònom de l'Àsia central. Es van enviar molts funcionaris i refugiats xinesos a la zona, fet que creà una gran agitació que va propiciar l'esclat de la revolta d'uigurs el 1931 contra Jin Shuren, liderada per Yulbars Khan i el senyor de la guerra hui Ma Zhongying.
Altres grups d'uigurs i pobles turcs van aixecar-se contra el control xinès influïts per sentiments panislamistes i panturanistes. No obstant això, els rebels estaven dividits i no hi va haver cap moviment unificat fins al 1933, quan es va produir “l'Incident del 12 d'abril”. D'aquesta manera, es va consolidar la rebel·lió musulmana i es va formar el Govern Islàmic de Khotan, dirigit per líders religiosos i polítics locals que s'oposaven tant a la influència soviètica com a la xinesa. Amb l'ajuda de Ma Zhongying, els rebels uigurs van aconseguir controlar el terç sud del país i es va proclamar a Kaixgar la Primera República islàmica del Turquestan Oriental.
Per altra banda, Sheng Shicai, un militar que havia lluitat amb Chiang Kai-shek, juntament amb el suport de tres mil manxús que havien estat repatriats pels soviètics a Xinjiang, va dur a terme un cop d'estat i va enderrocar Jin Shuren. Com a nou governador de la provincia va demanar ajuda a la Unió Soviètica per fer front al govern de Ma Zhongying. En la seva retirada, Ma va intentar controlar el sud de Xinjiang, però finalment el 1934 es va abolir la República del Turquestan Oriental.
Per mantenir la província sota control va aplicar polítiques semblants a les Yang Zengxin i va mantenir la influència soviètica al nord de la província on la influència russa era molt forta. Tanmateix, l'oposició al règim xinès i els moviments independentistes va continuar clandestinament. Durant el seu mandat va esclatar la revolta coneguda com la “Revolta dels Tres Districtes”, en referència als districtes de Yili, Tacheng i Ashan (o Altai), liderada per uigurs i kazakhs influïts per comunistes soviètics i xinesos. Es va expulsar el Guomindang de la ciutat de Ghulja i es va proclamar el 1944 la segona República del Turquestan Oriental. Per mantenir el control, les tropes del Guomindang es van retirar a Dihua (Ürümchi) i va començar una sèrie de negociacions amb la nova República. El Guomindang es declarava altament nacionalista i va denominar un nou governador de la província, però no va arribar a tenir poder de facto a la zona dels tres districtes.
El 1949, quan el Partit Comunista Xinès (PCX) va guanyar la guerra civil contra el Guomindang, la província va acabar sota el govern comunista. La província va rendir-se a l'Exèrcit Popular d'Alliberament i la República del Turquestan Oriental va caure en mans de l'administració comunista. Vuit líders de la República varen ésser convidats a Beijing per iniciar unes negociacions però suposadament el seu avió va estavellar-se de camí a la capital. Després d'aquest fet es va dissoldre la república i es va incorporar l'exèrcit del Turquestan Oriental a l'Exèrcit Popular d'Alliberament.
La historiografia oficial considera la República del Turquestan Oriental com un pas previ a “l'alliberament pacífic”, ja que es va lluitar contra les forces del Guomindang. Tanmateix, pel poble uigur encara avui es recorda com un període d'independència que suscita sentiments antixinesos i consideren l'entrada de l'Exèrcit Popular d'Alliberament una invasió. La bandera de la República és avui dia un símbol d'independència i nacionalisme musulmà.

### República Popular de la Xina
Quan el PCX va prendre el control de la província el 1950, es van dur a terme mesures en contra els contrarevolucionaris i es va aplicar la reforma agrària. Es van confiscar i redistribuir els wafq (les terres que pertanyien a les mesquites). També es va promoure la migració de xinesos han a la zona. D'aquesta manera, el PCX pretenia trencar amb l'estructura social, política i religiosa de la zona per consolidar el comunisme i el domini de la República Popular Xinesa al Xinjiang. Per aconseguir-ho, es va crear el Xinjiang Military District (XKMD), un govern autoritari i militar format per xinesos han. També es va implementar Xinjiang Production and Construction Corps (XPPC), una administració paramilitar que tenia el control del desenvolupament de l'economia i les infraestructures. A més a més, el Partit comunista va procurar que el Xinjiang no tingués relacions de proximitat amb la Unió Soviètica, ni que tingués cap influència sobre la zona. Un cop es va declarar la “Regió Autònoma del Xinjiang Uigur” el 1955, el govern de Beijing va impulsar l'economia, la política i la integració social de la regió amb la resta del país. Entre 1956 i 1976, el Partit comunista va promoure una serie de polítiques ètniques nacionalistes per tal d'incloure les minories ètniques musulmanes dins la nació comunista.
Tanmateix, al sud del Xinjiang es va generar una nombrosa oposició a la reforma agrària i a la creació de comunes. El 1954 va esclatar una revolta a Khotan liderada per l'organització panturanista i antihan Amin. Es van produir diversos aixecaments i fins al 1956 el PCX no va poder mantenir el control de la zona. A Yili es van produir el 1962 disturbis a causa del sistema de racionament i el repartiment de la terra. Això va provocar un èxode massiu de kazakhs cap a l'oest i el nord. El govern xinès va acusar la Unió Soviètica, a causa de la influencia que exercia sobre el nord del Xinjiang. Aquest fet va donar peu a la formació d'una resistència antihan fora de les fronteres xineses.
Durant la Revolució Cultural (1966-1976), diverses organitzacions clandestines d'uigurs i kazakhs es van mobilitzar aprofitant el caos que vivia l'administració xinesa. La major d'aquestes fou el Partit Revolucionari del Poble del Turquestan Oriental, un partit de caràcter marxista-leninista independentista format majoritàriament per uigurs sota la influència soviètica que va obtenir el control de diverses zones de la província. El govern utilitzà l'autoritat militar per fer fora tota la influència soviètica i erradicar els moviments independentistes, ja que segons la seva versió, aquests fets trencaven la “seguretat nacional”. Amb aquest pretext, el partit podia vigilar la frontera amb l'URSS, ja que en aquests anys de revolució, les relacions amb els soviètics eren més crispades. El 1969 les autoritats xineses van acabar amb un dels aixecaments al sud de la província i el Partit Revolucionari del Poble del Turquestan Oriental va continuar les seves activitats de manera clandestina.

### Les tensions continuen
Les tensions continuen en la regió a causa de les aspiracions independentistes dels uigurs, i a allò que Amnistia Internacional i Human Rights Watch descriuen com a repressió de la cultura no han. Per contra, molts xinesos han perceben la política de autonomia ètnica de la RPC com a discriminatòria contra ells. Els defensors de la independència consideren que el govern xinès sobre Xinjiang és imperialisme xinès. Aquestes tensions provoquen ocasionalment greus incidents i xocs violents, com l'èxode dels kazakhs de Xinjiang (1962), durant el qual 60.000 refugiats fugiren a la Unió Soviètica; els disturbis de la ciutat de Baren (5 d'abril de 1990) en els quals van morir cinquanta persones (coneguts com la rebel·lió del 5 d'abril), quan els líders religiosos de Kaixgar van fundar el Partit Musulmà del Turquestan Oriental i van demanar la fi del domini xinès i comunista i els joves es van llançar a la lluita a Baren, a la regió d'Aksu. La lluita va durar uns mesos fins que repressió xinesa hi va posar final. El desembre de 1992 un miler de delegats musulmans de la regió van fer un Congrés a Ankara que va decidir la separació del Xinjiang de la Xina i l'establiment de la (tercera) República del Turquestan Oriental, i van readoptar la bandera blava en la mateixa disposició que la turca, i també un escut nacional. El 1993 dotze ciutats es van rebel·lar al mateix temps i les seus del Partit Comunista de la Xina foren destruïdes per bombes; els militars xinesos van liquidar la revolta i van causar un centenar de morts. El 1995 hi va haver manifestacions patriòtiques a sis ciutats: Zos, Teks, Gundu, Shin Uan, Nileh i Tsavtsar; es reclamava la fundació d'un estat independent pels uigurs i els hasangs; es creu que prop de 200 manifestants van ser morts per la policia i un centenar detinguts. El 5 de febrer de 1997 es van iniciar disturbis a Inin o Gulja (Khuldja) que provocà almenys 9 morts; les forces xineses van assetjar la ciutat i van disparar als manifestants; a més del 9 o 10 morts, un centenar van ser ferits; els disturbis van durar encara uns dies tot i l'afusellament d'uns 40 uigurs i detencions massives entre uigurs i hasags (fins al 15 de febrer). Els manifestants van provocar el descarrilament d'un tren amb soldats i la destrucció d'una estació de subministrament d'aigua de les forces militars xineses. Els darrers enfrontaments van tenir lloc el 25 d'abril. El 25 de febrer de 1997 van esclatar uns autobusos bomba a Ürümchi amb nou morts i 68 ferits.
La ideologia del pan-islamisme va alimentar l'esperança de crear un únic estat a Asia Central del qual formés part el poble uigur. A principis de 1997 més d'un miler de separatistes musulmans van causar disturbis a la ciutat de Yining, situada a l'extrem occidental a prop de la frontera amb Kazajistan. Els disturbis van ser provocats per l'intent d'arrest d'un presumpte criminal d'ètnia uigur, quan l'home va resistir-se a ser detingut per l'agent va ser colpejat per un policia han. Aquest fet va provocar una situació molt agressiva, ja que la gent que va ser espectadora de la injustícia va començar a rebel·lar-se i a atacar diferents edificis governamentals. La rebel·lió fou controlada per les forces de seguretat del govern xinès, però no sense abans causar deu morts i més d'un centenar de ferits.
A aquest fet van seguir una sèrie d'atacs terroristes i llançament de bombes a la ciutat d'Ürümchi, ciutat on la majoria de la població és d'ètnia han (75%) i hi són minoritàries les ètnies uigur (13,3%) hui (2,3%) i kazakhs i kirguiz (segons el cens del 2000).
A altres ciutats, van produir-se atemptats contra autobusos on viatjaven persones d'ètnia han. Aquests actes van ser atribuïts a terroristes uigurs per funcionaris de la República Popular de la Xina.
Tot plegat, el govern xinès va reaccionar davant el creixement del nacionalisme uigur incrementant les tropes de l'Exèrcit Popular d'Alliberació desplegades a la zona nord-est del Xinjiang. Els atacs de l'11 de setembre de 2001 als Estats Units, van donar una justificació sense precedents a Beijing per aplicar les seves mesures i polítiques en aquest territori. Des de l'11 de setembre de 2001, Beijing identifica l'activisme independentista amb el terrorisme, alineant-se en la lluita contra el terrorisme encapçalat pels EUA.
El que prèviament s'anomenava “separatistes” ara es comença a denominar “terroristes violents” i s'enquadra el conflicte en el marc de la “guerra contra el terror” impulsada pels Estats Units i recolzada per membres de l'OTAN. Els funcionaris del partit han fet ús del terme “wahhabisme” per designar tot tipus d'islamisme radical i els rumors de l'extensió d'aquest pensament a la província de Xinjiang causen una gran preocupació. S'entén com a wahhabisme una variant de l'Islam molt estricta, amb molta carrega política que neix a l'Aràbia Saudita i que centra molts esforços en la seva promoció internacional.
A mitjan anys noranta es va descobrir un gran nombre de wahhabistes a la prefectura de Hotan.
Alguns dels incidents recents més destacables a la zona són:
- Una incursió al Xinjiang per part del govern de Pequín el gener de 2007: la policia mata 18 persones en un suposat campament d'entrenament militar separatista.[13]
- Aixecaments d'Ürümchi el juliol de 2009: es van produir una sèrie d'aixecaments que van durar dies. Es va iniciar com una protesta però va derivar en atacs a la ètnia han que van concloure amb 197 morts.[14]
- Els disturbis de Xinjiang de setembre de 2009: van començar amb l'atac amb xeringues a centenars de persones que va desembocar en una gran protesta. Va ser reprimida però van morir 5 persones.[15]
- Els atacs de Hotan el juliol de 2011: va produir-se un assalt a una estació de policia amb bombes, bombes molotov i ganivets que va produir 14 morts.
- Atacs de bandes amb ganivets a una estació de policia, a un edifici governamental i a unes obres públiques el juny de 2013 que deixa 27 morts i 3 ferits.[16]
- Atac amb explosius en un mercat de carrer a Ürümchi, el 2014, on 31 persones d'ètnia han moren i 94 en resulten ferides.[17]
- El juny de 2015, un control de tràfic rutinari va esdevenir un enfrontament on van morir 18 persones[18]

## Subdivisions
Xinjiang està dividit en 2 ciutats de nivell de prefectura, 7 prefectures i 5 prefectures autònomes. Dues de les set prefectures formen ara part de la Prefectura Autònoma d'Ili. Per sota d'elles hi ha 11 sectors, 20 ciutats de nivell de districte, 62 districtes i 6 districtes autònoms. Quatre de les ciutats de nivell de districte no pertanyen a cap prefectura i són administrades de facto pel cos de Producció i Construcció de Xinjiang.

## Geografia
La regió té frontera amb Rússia, Mongòlia, el Kazakhstan, Kirguizstan, Tadjikistan, Pakistan i Afganistan. Limita també amb les províncies de Gansu, Qinghai i amb la regió autònoma del Tibet. Té una extensió d'1.600.000 km², que la converteix en la província més gran de la Xina, amb un sisè del total de la seva superfície i una quarta part de les seves fronteres. Està dividida en dues conques per les muntanyes Tian Shan: la conca jungariana al nord i la del Tarim al sud. Aquesta cadena muntanyenca delimita també la seva frontera amb Kirguizstan, on es troba el pas de Torugart (3.752 m). El punt més baix de la província, que també ho és de la Xina, està situat al llac Aiding, a 155 m sota el nivell del mar. El més elevat és el K2, amb una altura de 8.611 m i situat a la frontera amb el Caixmir. També es troba aquí el punt del planeta més llunyà al mar (46° 16.8′ N, 86° 40.2′ I), al Desert de Dzoosoton Elisen, a 2.648 km del mar. L'autopista del Karakoram uneix Islamabad, Pakistan, amb Kaixgar a través del pas de Khunjerab. El principal riu és el Tarim.

## Economia
Aquesta regió, una de les més pobres de la Xina, està vivint un nou enlairament a mesura que va recuperant la seva importància en la configuració regional i internacional. L'Estat hi ha realitzat importants inversions, que es van intensificar a principis dels anys 2000 amb la "Política de desenvolupament de l'Oest". El llançament per part del nou president Xi Jinping de les noves «rutes de la seda» ("Belt and Road Initiative", BRI) ha comportat l'obertura de l'espai de l'Àsia central que ha convertit Xinjiang en una peça clau en l'estratègia de projecció de la potència xinesa a Àsia. Fronterera amb Pakistan, Afganistan i els règims de l'antiga URSS, allotja un node d'eixos de transport ferroviari, de carretera i d'energia que permeten a Pequín assegurar els seus subministraments i projectar-se econòmicament fins a Europa.
Xinjiang és coneguda per les seves fruites, especialment raïms i melons. També produïx cotó, blat, seda i nous. Hi destaca la criança de bestiar boví. Hi ha importants dipòsits de minerals i de petroli. Actualment és un centre energètic estratègic: allotja una quarta part dels hidrocarburs i el 38% de les reserves nacionals de carbó. La Xina hi extreu la sisena part de la producció nacional de petroli i gairebé la quarta part del gas natural. El Producte Interior Brut (PIB) va ser aproximadament de 187.000 milions de RMB el 2003, que es van incrementar fins als 220.000 milions gràcies a la política de desenvolupament de la Xina occidental introduïda pel consell d'Estat. La renda per capita el 2003 va ser de 9.710 RMB. La indústria d'extracció de petroli i gas d'Aksu i a Karamay experimentarà una gran embranzida a causa del projecte de gasoducte i oleoducte fins a Shanghai. El 2004 Xinjiang va exportar per valor de 3.047 bilions de dòlars mentre que les importacions van ascendir a 2.589 bilions. La major part del volum d'importacions i exportacions es dirigeix a i des de Kajakhstan a través del Pas d'Ala. La primera frontera de lliure comerç de la Xina va ser establerta en la ciutat d'Horgos (Zona de lliure comerç d'Horgos). Horgos és el major port terrestre de la Xina occidental i té fàcil accés als mercats de l'Àsia central. El 2006 es va obrir un segon pas cap al Kazakhstan, la zona comercial de la frontera de Jeminay.

## Composició ètnica
A Xinjiang hi ha diversos grups turcs musulmans, com els uigurs i kazakhs. Altres grups minoritaris són els hui, kirguisos, mongols, russos, xibes (sibos), solons, tafurs, tadjiks, uzbecs, tàtars, tongkans i manxús. El percentatge de l'ètnia han xinesa ha augmentat des del 6% el 1949 fins a l'actual 40%, segons les dades oficials. Aquesta dada no inclou el personal militar ni les seves famílies ni els molts treballadors immigrants no registrats. Una gran part d'aquesta transformació pot ser atribuïda al Cos de Producció i Construcció de Xinjiang, una organització semimilitar de colons que ha construït granges, pobles i ciutats en diverses parts de la província. Aquesta transformació demogràfica és vista per alguns com una amenaça per al manteniment de la cultura dels uigurs i altres ètnies diferents de la han, de manera similar al que passa al Tibet.
| Grups ètnics de Xinjiang, cens de 2000 | Grups ètnics de Xinjiang, cens de 2000 | Grups ètnics de Xinjiang, cens de 2000 |
| Nacionalitat                           | Població                               | Percentatge                            |
| -------------------------------------- | -------------------------------------- | -------------------------------------- |
| Uigurs                                 | 8.345.622                              | 45,21%                                 |
| Han                                    | 7.489.919                              | 40,58%                                 |
| Kazakhs                                | 1.245.023                              | 6,74%                                  |
| Hui                                    | 839.837                                | 4,55%                                  |
| Kirguisos                              | 158.775                                | 0,86%                                  |
| Mongols                                | 149.857                                | 0,81%                                  |
| Dongxiang                              | 55.841                                 | 0,30%                                  |
| Tadjiks                                | 39.493                                 | 0,21%                                  |
| Xibes                                  | 34.566                                 | 0,19%                                  |
| Manxús                                 | 19.493                                 | 0,11%                                  |
| Tujies                                 | 15.787                                 | 0,086%                                 |
| Uzbecs                                 | 12.096                                 | 0,066%                                 |
| Russos                                 | 8.935                                  | 0,048%                                 |
| Miao (hmong)                           | 7.006                                  | 0,038%                                 |
| Tibetans                               | 6.153                                  | 0,033%                                 |
| Zhuang                                 | 5.642                                  | 0,031%                                 |
| Daurs                                  | 5.541                                  | 0,030%                                 |
| Tàtars                                 | 4.501                                  | 0,024%                                 |
| Salar                                  | 3.762                                  | 0,020%                                 |

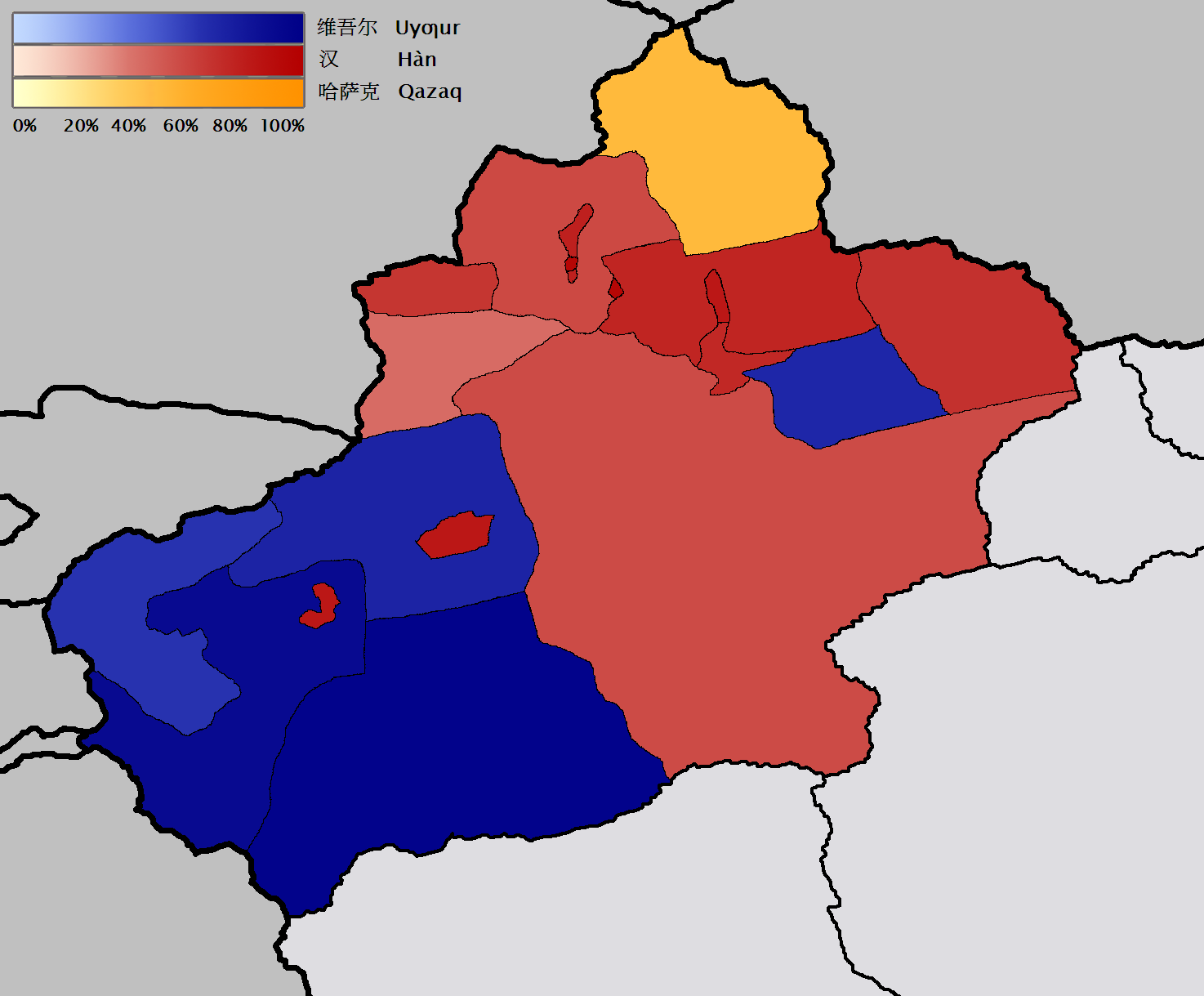
Mapa de Xinjiang que indica la nacionalitat principal a cada prefectura: uigurs en blau, kazakhs en groc i han (xinesos) en vermell

No inclou els membres de l'Exèrcit Popular d'Alliberament (EPA) en servei actiu.

Font:
En general, els uigurs són l'ètnia majoritària a la part occidental de Xinjiang, incloent les prefectures de Kaixgar i Khotan, la prefectura autònoma kirguís de Kizilsu i Aksu, i també a la prefectura de Turfan, al Xinjiang oriental. Els han són l'ètnia majoritària al Xinjiang oriental i septentrional, incloent les ciutats d'Ürümchi, Karamay, Shihezi i les prefectures de Changji, Börtala, Bayin'gholin, Ili (especialment la ciutat de Kuitun) i Kumul. Els kazakhs es concentren principalment a la prefectura d'Ili, al nord de Xinjiang.
| Grups ètnics principals an Xinjiang per regions, cens de 2000 | Grups ètnics principals an Xinjiang per regions, cens de 2000 | Grups ètnics principals an Xinjiang per regions, cens de 2000 | Grups ètnics principals an Xinjiang per regions, cens de 2000 | Grups ètnics principals an Xinjiang per regions, cens de 2000 |
|                                                               | Uigurs                                                        | Han                                                           | Kazakhs                                                       | altres                                                        |
| ------------------------------------------------------------- | ------------------------------------------------------------- | ------------------------------------------------------------- | ------------------------------------------------------------- | ------------------------------------------------------------- |
| Xinjiang                                                      | 45,2%                                                         | 40,6%                                                         | 6,7%                                                          | 7,5%                                                          |
| C.N.P. d'Ürümchi                                              | 12,8%                                                         | 75,3%                                                         | 2,3%                                                          | 9,6%                                                          |
| C.N.P. de Karamay                                             | 13,8%                                                         | 78,1%                                                         | 3,7%                                                          | 4,5%                                                          |
| P. de Turfan                                                  | 70%                                                           | 23,3%                                                         | <0,1%                                                         | 6,6%                                                          |
| P. de Kumul                                                   | 18,4%                                                         | 68,9%                                                         | 8,8%                                                          | 3,9%                                                          |
| P.A. de Changji + C.D.A.N.D. de Wujiaqu                       | 3,9%                                                          | 75,1%                                                         | 8,0%                                                          | 13%                                                           |
| P.A. Mongol de Börtala                                        | 12,5%                                                         | 67,2%                                                         | 9,1%                                                          | 11,1%                                                         |
| P.A. Mongol de Bayin'gholin                                   | 32,7%                                                         | 57,5%                                                         | <0,1%                                                         | 9,7%                                                          |
| P. d'Aksu + C.D.A.N.D. d'Alar                                 | 71,9%                                                         | 26,6%                                                         | <0,1%                                                         | 1,4%                                                          |
| P.A. Kirguis de Kizilsu                                       | 64%                                                           | 6,4%                                                          | <0,1%                                                         | 29,6%                                                         |
| P. de Kaixgar + C.D.A.N.D. de Tumushuke                       | 89,3%                                                         | 9,2%                                                          | <0,1%                                                         | 1,5%                                                          |
| P. de Khotan                                                  | 96,4%                                                         | 3,3%                                                          | <0,1%                                                         | 0,2%                                                          |
| P.A. Kazakh d'Ili¹                                            | 16,1%                                                         | 44,4%                                                         | 25,6%                                                         | 13,9%                                                         |
| - C.D.A.N.D. de Kuitun                                        | 0,5%                                                          | 94,6%                                                         | 1,8%                                                          | 3,1%                                                          |
| - antiga P. d'Ili                                             | 27,2%                                                         | 32,4%                                                         | 22,6%                                                         | 17,8%                                                         |
| - P. de Tacheng                                               | 4,1%                                                          | 58,6%                                                         | 24,2%                                                         | 13,1%                                                         |
| - P. d'Aletai                                                 | 1,8%                                                          | 40,9%                                                         | 51,4%                                                         | 5,9%                                                          |
| C.D.A.N.D. de Shihezi                                         | 1,2%                                                          | 94,5%                                                         | 0,6%                                                          | 3,7%                                                          |

1— La P.A. d'Ili està composta per la C.D.A.N.D. de Kuitun, la P. de Tacheng i la P. Aletai, així com de l'antiga P.A. d'Ili. La P. d'Ili ha estat dissolta i la seva antiga regió és ara directament administrada per la P.A. d'Ili.
Font: 2000年人口普查中国民族人口资料，民族出版社，2003/9 (ISBN 7-105-05425-5)
No inclou als membres de l'Exèrcit Popular d'Alliberament (EPL) en servei actiu.
P = Prefectura; P.A. = Prefectura Autònoma; C.N.P. = Ciutat del Nivell de Prefectura; C.D.A.N.D. = Ciutat Directament Administrada del Nivell de Districte.

## Educació
Política educativa del Partit Comunista Xinès
L'objectiu immediat del Partit Comunista Xinès en els seus primers anys de lideratge va ser la creació d'un sentiment d'unitat nacional després de mig segle de divisió interna, a més de guanyar la lleialtat de les diferents poblacions de minories ètniques. La meta final de la política educativa de la República Popular de la Xina era la integració de tots els grups ètnics en un únic estat socialista. Tots dos objectius es mantenen avui dia com a primordials en l'educació de les minories ètniques, sobretot en regions fronteres com Xinjiang.
Des dels inicis, la implantació d'aquestes polítiques va ser complicada. Als cinquanta, la prioritat era la consolidació del domini de la República Popular de la Xina sobre Xinjiang. Amb aquest propòsit, es va mantenir intacte el sistema existent d'escoles diferents per a cada grup ètnic. En especial, la manca d'escoles, pocs mestres formats i una manca de llibres de texts a tots els nivells educatius va fer pràcticament impossible establir un sistema educatiu regional. A més d'aquests problemes, una qüestió fonamental a la qual s'afrontava el Partit Comunista, tant a Xinjiang com a altres zones amb minories, era l'elecció de la llengua d'instrucció. A Xinjiang, les nombroses llengües i les quatre formes d'escriptura diferents (aràbica, xinesa, mongol i ciríl·lica) no tan sols van complicar enormement la tasca de formar professors i preparar materials educatius, sinó que també va plantejar moltes qüestions de caràcter polític; com per exemple: si es podia fomentar la unitat nacional si cada grup ètnic feia servir la seva pròpia llengua, si l'ús de diferents llengües i escoles exacerbaria les divisions entre musulmans i xinesos han, o si les escoles gestionades per les minories ètniques transmetrien el mateix relat sobre la història de la regió i la seva relació amb la Xina. Després de mig segle, aquests assumptes encara no s'han resolt i continuen emmarcant el debat sobre la política educativa al Xinjiang. Per tant, drets i llibertats del poble uigur han estat al llarg de la història una realitat més de iure que de facto, perquè fins i tot amb l'autonomia i les lleis de protecció cultural, no s'ha sentit mai part d'un país multinacional i no ha pogut viure amb les seves singularitats i tradicions a causa del control aferrissant de les autoritats centrals. En la primera meitat del segle xix, els nivells d'escolarització i alfabetització a Xinjiang eren força baixos. Atès que la gran majoria de la població era musulmana, la forma més comuna d'educació era la que oferien les escoles dirigides per les mesquites. En aquestes madrasses tradicionals, els nens memoritzaven l'Alcorà i aprenien a llegir i escriure l'escriptura aràbica. Els homes i nens que es formaven en aquestes institucions conformaven les elits locals. Tot i que es van fundar algunes escoles laiques, la turbulent situació política i militar que va persistir a la regió durant la primera meitat del segle xx va impedir el desenvolupament d'un sistema educatiu modern i unificat capaç de proveir d'educació als nens del Xinjiang. Aquest procés va començar amb la victòria comunista del 1949. Llavors, la política al Xinjiang per part de les autoritats de Beijing abans del període comunista no va tenir efectes importants coneguts a causa de l'escàs control polític a la zona. Fins a mitjan anys quaranta el sistema educatiu al Xinjiang seguia el model de l'URSS per influències polítiques i econòmiques, on el rus era present com a idioma estranger principal en el pla d'estudis, fet que enfortia vincles amb les repúbliques soviètiques. La planificació lingüística es va centrar a influenciar les generacions joves a través de la composició de cançons patriòtiques venerant el socialisme i la unitat nacional.
La política a partir de 1949 teòricament garantia la protecció de tradicions culturals de les minories com la llengua. Després d'assegurar la integritat territorial del Xinjiang, el Partit Comunista va començar a promoure un sistema educatiu regional. La llengua vehicular a les escoles durant aquest període era l'uigur i el model s'inspirava en l'escola soviètica. Seguien encara un currículum desenvolupat per educadors uigur i russos, compost per 4 anys d'educació primària i 3 de secundària, i cap de les escoles eren mixtes. La llei educativa del 1956 va fer que per primer cop es requerissin 3 hores setmanals de classes de xinès. El material escolar provenia en gran part de les repúbliques soviètiques de l'Àsia central i, per tant, als inicis l'uigur s'escrivia en ciríl·lic. Però després de la ruptura sino-soviètica del 1958, es va abandonar aquesta escriptura i Beijing va imposar el alfabet llatí, una decisió que va resultar molt impopular entre els musulmans. Durant els anys seixanta i setanta va augmentar en un gran nombre la població xinesa han al Xinjiang. Els fills d'aquests immigrants s'educaven en escoles xineses, que seguien el mateix currículum que a la resta de la Xina. A partir dels seixanta, els nens uigurs també eren admesos en aquests col·legis. Tanmateix, l'escolarització de les minories ètniques fins als setanta va ser molt baixa, i el gran augment de les xifres absolutes de nens escolaritzats que es va produir entre els cinquanta i els setanta es deu sobretot al creixement massiu de població han xinesa. La planificació se centrava en l'ús dels mitjans de comunicació oficials escrits en uigur per difondre els ideals de Mao. Els llibres de text feien propaganda de la mentalitat comunista i nacional en lloc d'expressar la cultura uigur. Unes tàctiques per proporcionar formació ideològica uigur era la traducció de l'Alcorà al xinès, el qual contenia paràgrafs seleccionats compatibles amb la ideologia comunista. El poble uigur podia estudiar en la seva llengua fins a la secundària tot i que els temaris giraven al voltant d'una revisada història de la Xina; per exemple: “Xinjiang ha estat part de la pàtria des de temps antics”. Durant aquesta època encara havia una producció literària uigur important. L'accés a la universitat tenia el handicap de l'idioma perquè la universitat tan sols era en xinès. El 45% de la població uigur no era capaç de llegir caràcters xinesos tot i que acceptava el xinès com l'estàndard nacional d'educació.
Només el 0,2% d'uigurs va completar la universitat fins als anys vuitanta, fet que agreujava les xifres elevades d'analfabetisme, poca qualificació i la gent gran que no sap escriure res en xinès. Per tal d'explotar les riqueses naturals de la zona, el govern central va a promoure migracions per la necessitat de treballadors qualificats que els uigurs no podien proporcionar, per contribuir a avançar en la seva educació endarrerida perquè la llengua uigur no té la capacitat del xinès per utilitzar-se en altres àmbits més científics, per modernitzar el territori i integrar les minories en el corrent oficial.
La Revolució cultural va desautoritzar les polítiques anteriors de reconeixement de la singularitat uigur. Els mitjans escrits i ràdios van ser clausurats, i les escoles amb matèries en llengua vehicular uigur es van dissoldre. La Constitució de 1975 restaurava en cert grau els drets i llibertats uigur, però la revolució cultural va propiciar la creació i manteniment d'una consciència nacional molt forta en gran part del territori.
Aquí s'inicia el que es coneix com a doble discurs del govern comunista. Les polítiques que diu que implementa no corresponen amb la planificació real de les autoritats al Xinjiang. Aquest és un motiu del malestar uigur i l'inici de reivindicacions culturals pel no compliment del govern de la seva pròpia legislació.
Amb la mort de Mao al 76, el sistema educatiu del Xinjiang va tornar a patir grans canvis. La més important va ser el retorn a l'escriptura aràbica per les llengües de les minories turquiques i perses. Com a conseqüència, tres generacions d'uigurs no es podien comunicar per escrit entre elles, atès que havien après una forma d'escriure la seva llengua diferent. Aquest fet va ser vist com un greuge important per part dels uigurs. La política lingüística del govern als vuitanta amb els nous quadres que van venir al poder després de la mort de Mao reconeixien la gran necessitat de millorar l'accés de l'educació a la regió. Amb la revisió de la Llei d'Autonomia Local del 1985, es va apel·lar les regions a eliminar l'analfabetisme, a instituir per fi l'educació primària obligatòria i la construcció d'internats per nens nòmades. Per altra banda, en aquesta època es va començar a donar un impuls més fort a l'estàndard com a llengua nacional i se'n va incrementar la presència a les escoles uigur. A més, per entrar a l'educació secundària es va establir un examen d'ingrès en xinès que va obstaculitzar molt el progrés dels nens de les minories. L'educació dels nens de les minories també es va veure afectat per la introducció de taxes. La planificació es va traduir amb la marginació de la llengua uigur de l'espai públic i el foment de l'estàndard en centres educatius. El poble uigur protestava per la destrucció cultural i assimilació progressiva d'uns joves que opten per acceptar les polítiques del govern per un futur més prometedor. Al sistema educatiu bilingüe a partir dels vuitanta dona molta més importancia currícular a l'estàndard. Però la manca de recursos i professors qualificats per fer aquesta transició només ha empitjorat la qualitat de l'educació a les escoles uigur, i ha incrementat els greuges percebuts per les comunitats de minories. Aquesta planificació va començar a consolidar la implantació de l'estàndard com a llengua vehicular en substitució gradual de l'ensenyament de matèries en llengua uigur. La població uigur no s'oposa a aprendre l'estàndard, però el problema radica en la persecució i marginació. El 2002 va començar una campanya per sinitzar els noms musulmans a través del pinyin per tal de registrar la població de la Xina i oficialitzar llocs històrics de la zona pel turisme ressaltant la unitat ètnica. Això és un procés de sinització constant de l'espai públic i simbòlic uigur. Per exemple, el 2012 totes les matèries de les escoles de la ciutat de Kashgar, de població bàsicament uigur, són en xinès estàndard. Al Kazakhstan va tancar l'únic centre educatiu on s'impartien classes en uigur com a llengua vehicular des de la infància fins a estudis secundaris.
Actualment l'educació al Xinjiang es fa en tres tipus d'escoles: centres exclusius han, centres per minories ètniques i centres d'integració. Als primers les classes són exclusivament en xinès, als segons hi ha la possibilitat d'aprendre l'idioma uigur com a extra opcional i els tercers són en xinès on hi accedeixen alumnes fe minories amb competències lingüístiques altes en xinès. Per tant, el sistema bilingüe mencionat a la legislació de la política educativa no actua com a tal, perquè la llengua uigur no forma part de la formació secundària i és imprescindible ser hàbil en xinès per poder prosperar acadèmicament. No existeix la possibilitat real de triar la llengua en la qual vols que els fills s'eduquin. El concepte educació bilingüe ha estat prostituït pel govern per potenciar en realitat una planificació monolingüista que va en contra de la diversitat cultural i lingüística dels pobles. Malgrat tot això, als anys noranta les taxes d'escolarització i alfabetisme es trobaven molt a prop de la mitjana nacional, i en concret la minoria kazakh la superava. Progressivament l'impuls cap a la estandardització de l'educació a la Xina s'ha accentuat. Des de l'any 2004, s'ha impulsat un pla per consolidar les escoles xineses i les de les minories i establir el mandarí com a llengua universal d'escolarització. La implantació de l'examen HSK (汉语水平考试 hànyǔ shuǐpíng kǎoshì) va representar una prova d'aptitud i requisit per tots els docents uigurs als centres educatius. Els professors que no tinguin les competències exigides per les autoritats són substituïts i també les persones que expressin idees o queixes sobre el sistema educatiu.

## Arts al Xinjiang
Quan es parla de les arts al Xinjiang es parla de qualsevol creació artística desenvolupada a aquesta zona del país, incloent-hi des de les creacions prehistòriques fins a les més recents.
L'arribada de l'Islam a la regió cap al segle X influeix en gran manera en el paisatge artístic de la zona, ja que hi ha més de 25000 mesquites, tenint una gran part d'aquests edificis molt propers als països fronterers com Tadjikistan, Kazakhstan, Afganistan i Pakistan, i inclús guardant relació amb la zona d'Uzbekistan. Aquesta situació geogràfica de la regió provoca que les construccions es vegin influenciades pel sistema i arquitectura de l'Àsia Central, juntament amb influències de l'arquitectura tradicional han, tibetana i hui, i són vàries les mesquites de certa importància en el territori:
- Una de les mesquites més grans, no només del Xinjiang sinó de la Xina també, es troba a la ciutat de Kashgar, a l'oest de la regió, i és la Mesquita d'Id Kah construïda entre els segles XVII i XVIII. Una mesquita que té un minaret d'uns 18 metres a cada lateral de l'entrada. En l'interior trobem tots els espais necessaris dins una mesquita, ja que trobem espais amb aigua, espais de lectura i una residència per als estudiants i al propi imam.[29]Mesquita d'Id Kah.

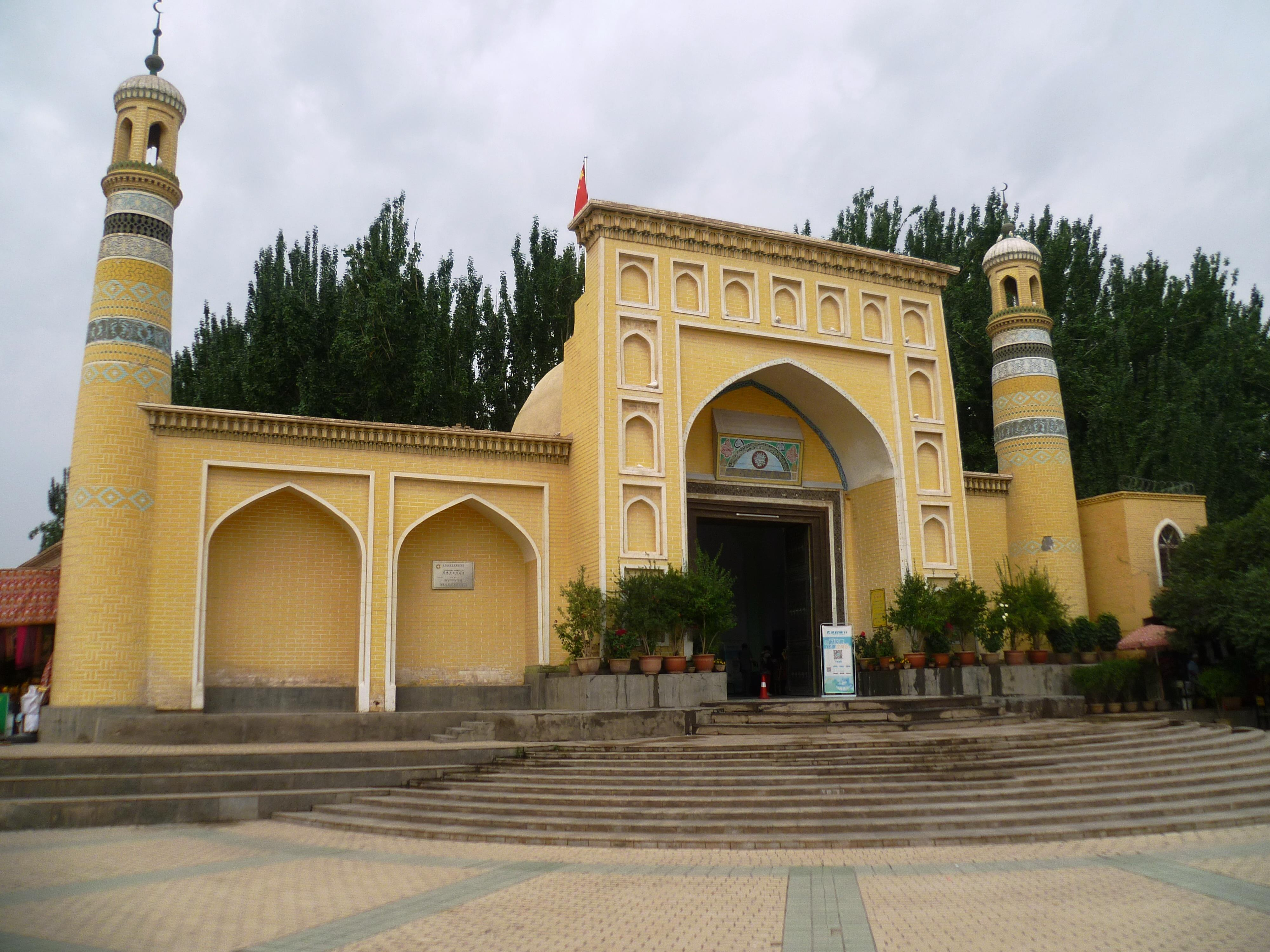
Mesquita d'Id Kah.

- Un altre dels edificis islàmics més importants al Xinjiang és el Mausoleu d'Afaq Khoja, a la ciutat de Kashgar també, construït cap a l'any 1640 com la tomba de Naqshbandiyya Sufí Muhammad Yusuf, una de les principals personalitats que va expandir el sufisme a la Xina. No només està enterrat ell, sinó que també està el seu fill Aba Khoja, qui dona nom a l'espai, i més descendents, perquè hi ha enterrades fins a 72 persones dins l'edifici. A dins podem trobar un espai per poder resar. L'edifici té 4 minarets, un a cada extrem, i segueix la forma d'un santuari islàmic, el que es coneix com a mazār en àrab.[29]
- Trobem també tombes construïdes prèviament dins el territori com la Tomba de Tughluq Timur al municipi de Huocheng, molt a prop de la frontera amb Kazakhstan, una construcció realitzada al segle XIV sota la governança de qui es troba en el seu interior, Tughluq Timur, qui va governar el Kanat de Txagatai. La forma i plànol de l'edifici és rectangular i la façana és quasi quadrada recoberta amb taulells esmaltats de color blanc, púrpura i blau, creant una gran sensació de brillantor durant el dia.[29]Minaret d'Emin.

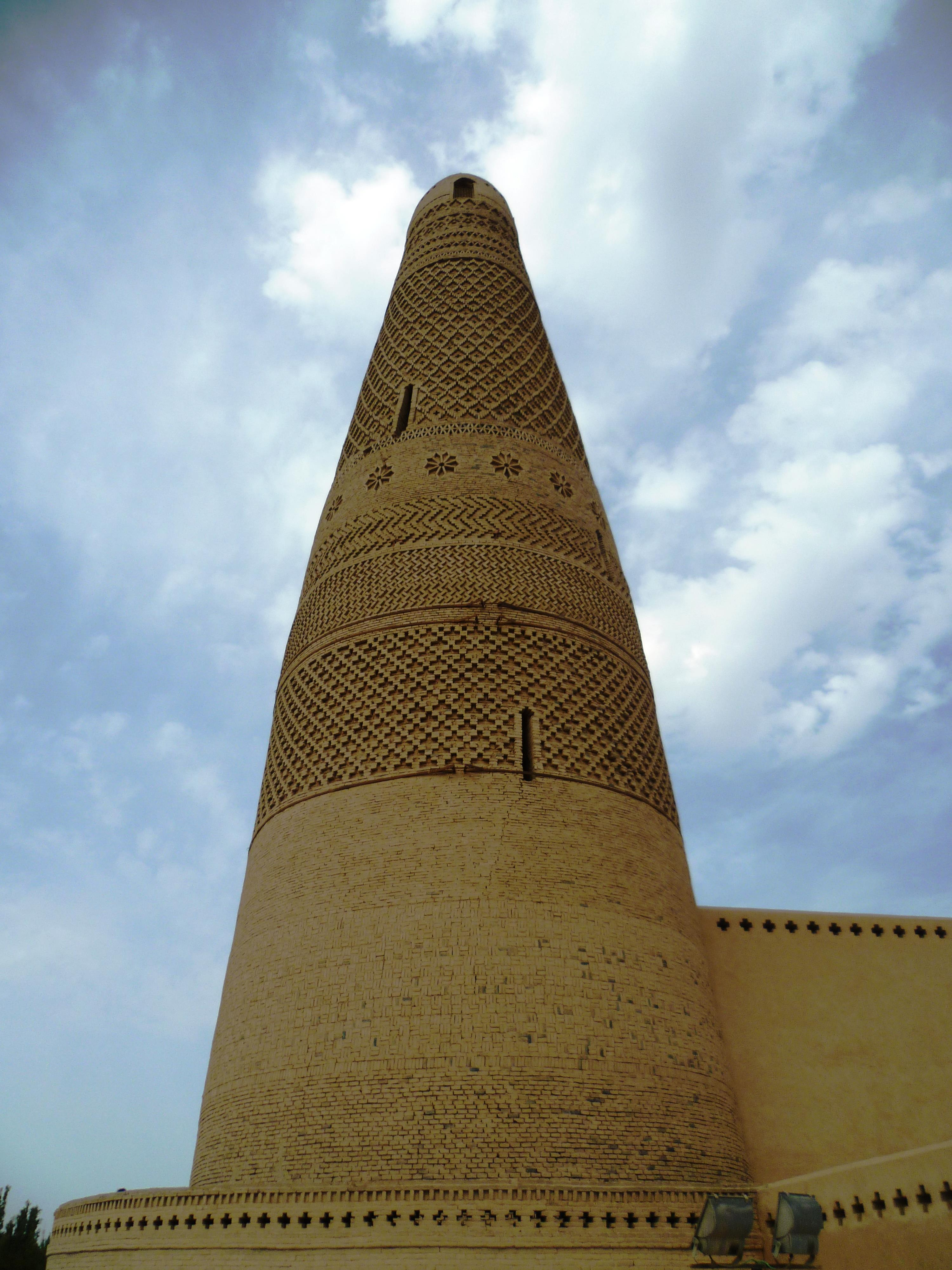
Minaret d'Emin.

- A pocs quilòmetres de la Ruta de la Seda podem trobar la ciutat de Turfan, municipi on trobem el Minaret d'Emin, construïda en honor a Emin Khoja cap a finals del segle XVIII, moment en què la regió es trobava sota control de la Dinastia Qing. La mesquita està feta amb fang i mesura uns 44 metres d'alçada, amb una àmplia sala d'oracions. El minaret té a dins unes escales en espiral que ajuden a pujar a la part superior de la construcció.[30] El minaret és el més gran de tota la Xina.

Tot i això, l'arquitectura i construccions de caràcter religiós també té en moltes ocasions el budisme com a peça central, ja que en la llista d'espais protegits pel seu valor històric i cultural en l'àmbit nacional a la regió autònoma del Xinjiang trobem diversos edificis importants de caràcter budista, tot això a causa de la gran influència a escala artística i religiós que el territori rebia per les altres regions com Gandhara o per la influència que rebia del budisme practicat a la Xina. És per això que podem trobar obres de caràcter budista com les següents:
- A la ciutat de Tumxuk, a l'oest de la regió, trobem vàries imatges de Buda i bodhisattves, ja que entre les col·leccions de museus com el Museu Guimet es pot trobar alguna escultura d'un bodhisattva fet d'argila trobat a la Conca del Tarim, una petita zona natural on es pot trobar en el riu Tarim i el desert del Takla makan. Aquest cap en qüestió és de petites dimensions i prové d'un monestir de nom Toqquz-Sarai, lloc d'on s'han extret més figures i peces relacionades amb l'art budista del territori, des de cossos gairebé sencers fins a figures i caps d'animals.[31]Cap de Boddhisattva al Museé Guimet.

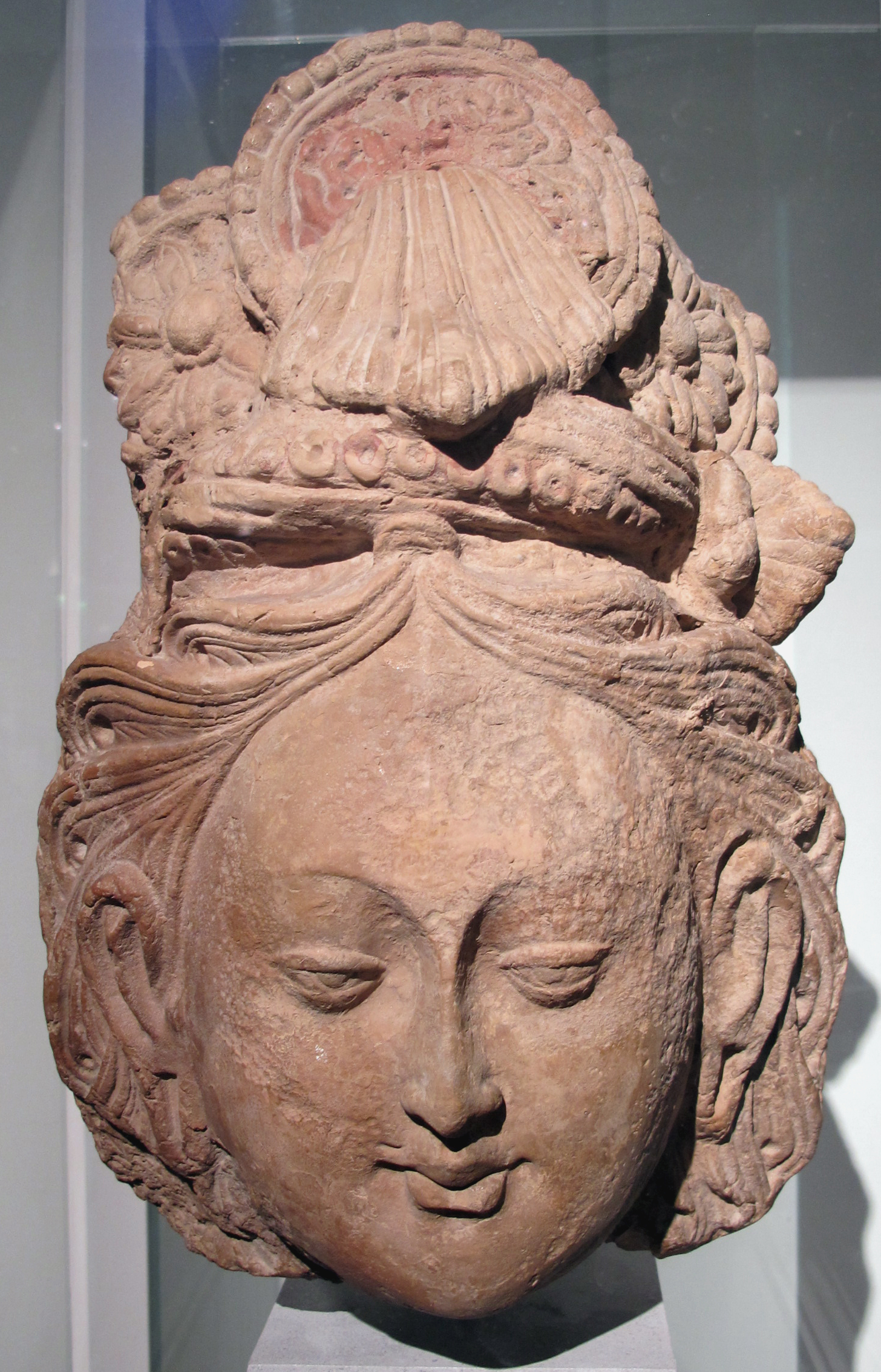
Cap de Boddhisattva al Museé Guimet.

- Els edificis i construccions budistes al Xinjiang es troben generalment allunyats dels nuclis urbans actuals, no tots com veurem més endavant. El primer espai budista a destacar són les Coves de Kizil, unes grutes de fins a 339 coves a prop del riu Muzart que formen part de la Ruta de la Seda i que són molt importants per les pintures murals que hi ha en l'interior, un nombre grandíssim d'obres pictòriques de caràcter budista amb nombrosos textos en diferents llengües, entre elles el sànscrit. Era un espai de reunió i creació per part dels monjos locals i altres persones religioses que estaven de pas per la Ruta de la Seda,[32] pel que també es sap que el lloc era conegut com a punt de trobada i connexió entre molts viatgers de diverses procedències, tant asiàtiques com algunes europees, tal com succeeix a Gandhara, en l'àmbit artístic. En les representacions de les seves pintures no només es troben personalitats religioses i les divinitats, sinó que també es poden trobar persones executant tasques quotidianes de treball i músics, fet que també es pot trobar en moltes altres obres en diferents temples budistes. Com a últim punt a destacar d’aquestes coves cal comentar que les pintures estaven fetes amb materials derivats del lapislàtzuli, que era portat a les coves des de l’Afganistan,[32] fet que torna a donar força a la idea d'aquest espai com a lloc de trobada de cultures al mig de la Ruta de la Seda. Entre altres espais que trobem relacionats amb el budisme al Xinjiang trobem les coves de Bezeklik, a prop de la capital de la regió, i les coves de Kumtura, molt proper a la Ruta de la Seda, unes grutes que són molt similars a escala de funció a les coves de Kizil, un espai on també trobem moltes pintures mural de caràcter religiós budista que han sigut investigades des de l’any 1999 per part de la UNESCO i altres organismes governamentals del país i juntament amb organismes del Japó.[33] El Humboldt Forum, conegut abans amb el nom de museu d'art asiàtic de Berlín, conserva una important col·lecció de pintures murals d'aquesta regió, extretes en la seva majoria a finals del segle XIX i inicis del segle XX. Coves de Kizil.

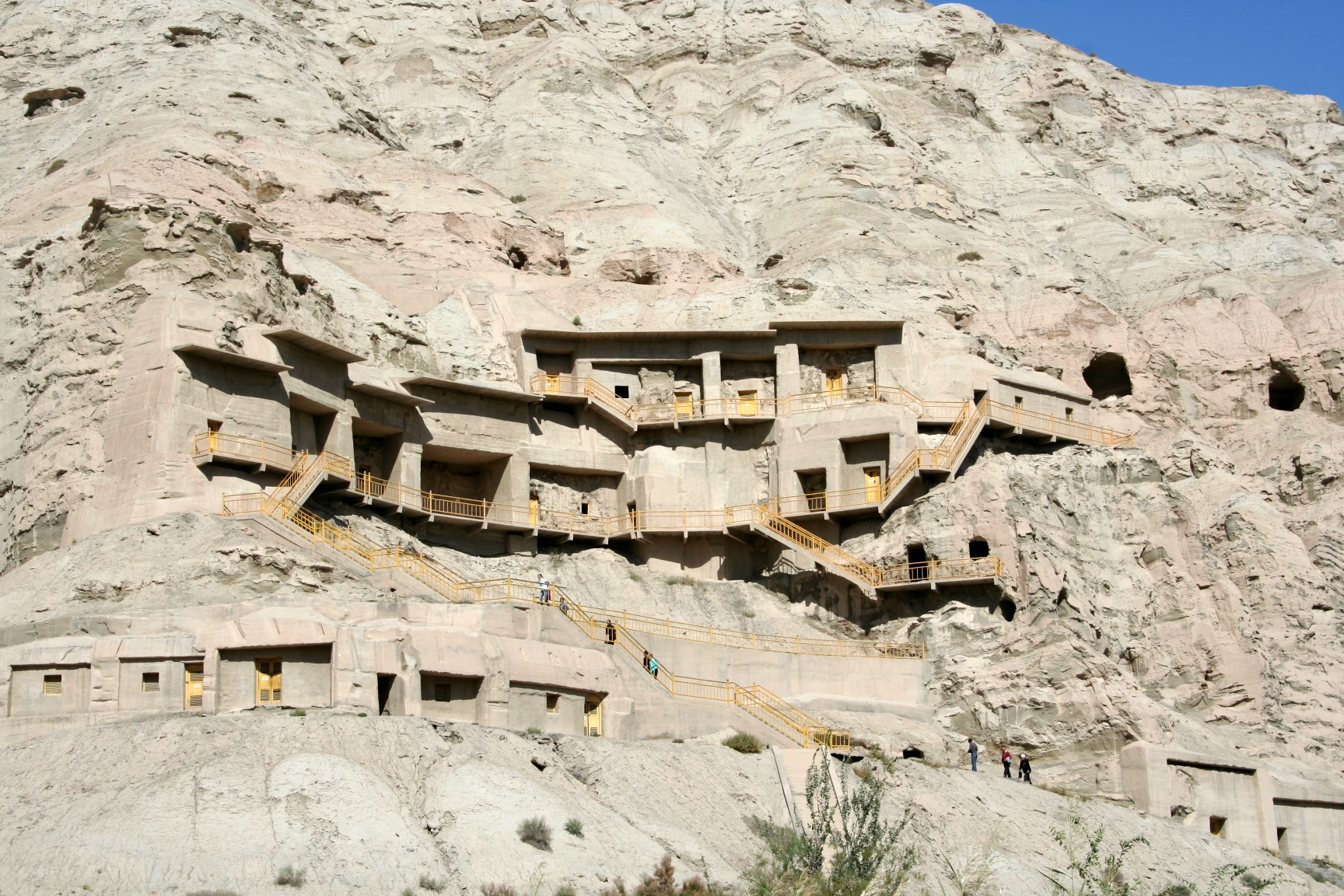
Coves de Kizil.

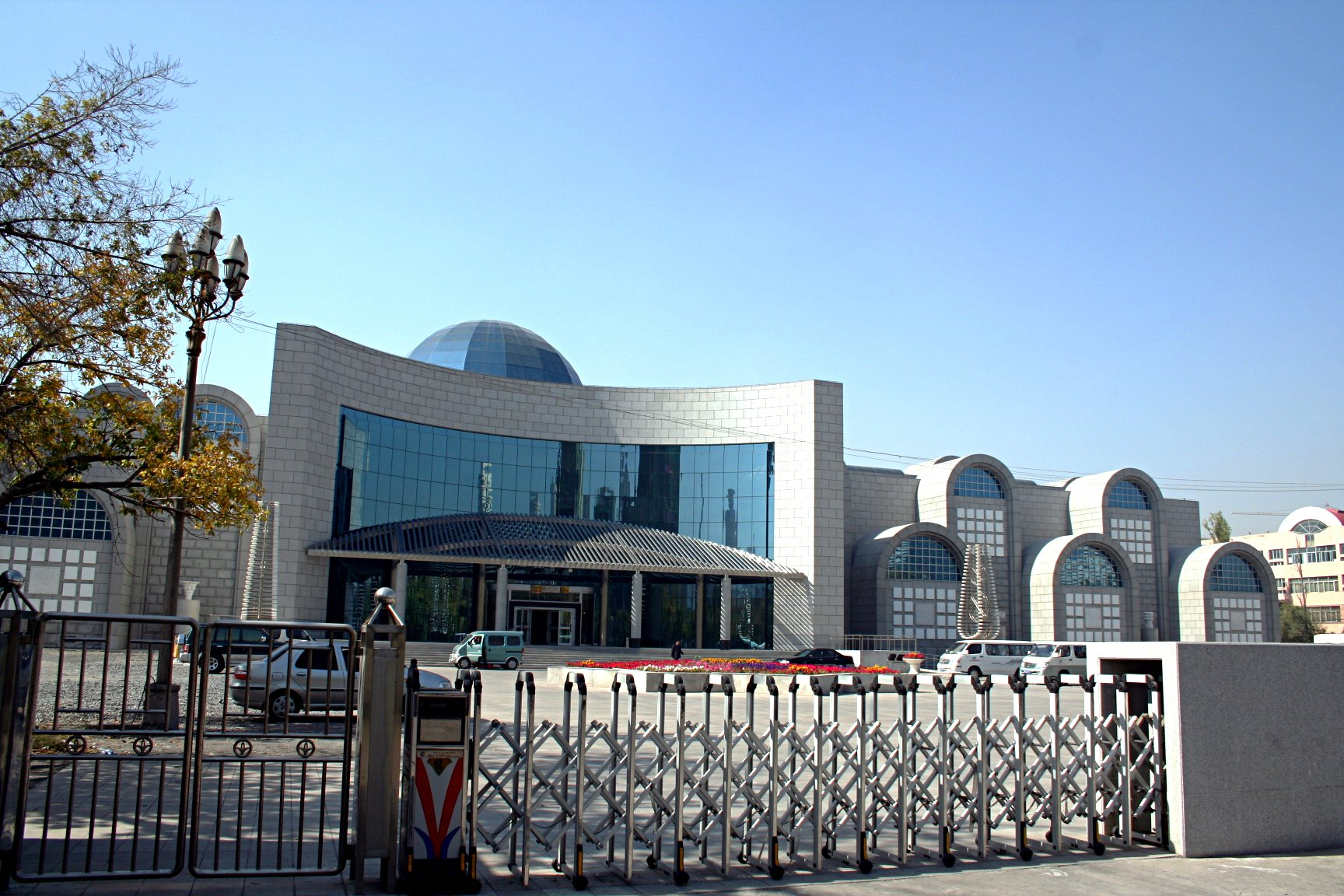
Museu Regional del Xinjiang.

La regió compta amb un museu construït l'any 1953 a la capital de la regió, Urumchi, i acull fins a més de 50000 peces culturals del Xinjiang dins els seus 7800 m². Entre la varietat d'obres en el seu interior trobem des de peces tèxtils de la regió, treballs en bronze o fusta en diverses formes, inscripcions, armes i fins i tot cossos antics que s'han mantingut des de fa més de quatre mil anys amb molts aspectes encara conservats fins al dia d'avui. Una part molt coneguda per la comunitat internacional són les anomenades mòmies del Tarim i el complex funerari de Xiahoe.
Dins les arts i la cultura al Xinjiang trobem una part molt important en l'àmbit artístic que són les danses, ja que en aquest territori algunes de les danses i folklore de les ètnies locals són reconegudes com a patrimoni immaterial de la UNESCO. Una de les ètnies principals del territori, els uigur, tenen les seves danses tradicionals pròpies, conegudes com a Sanam, influïdes en gran manera pels pobles persa i àrabs propers, acompanyades per música treballada amb instruments tradicionals com el Dutar, un instrument de corda polsada de l'Àsia central, o el Rawap, un instrument de corda del Xinjiang, que acompanyaven la música tradicional de moltes cultures, en aquest cas la uigur. Tot això es viu generalment en un ambient festiu, ja que s'acostuma a ballar en bodes o altres festivitats populars del territori. Aquestes danses inclouen moviments dels llargs vestits i molt moviment de cames i peus, però sobretot a destacar els moviments del cap i el coll. Són danses que a dia d'avui tenen una gran importància pel valor cultural i identitari que aporten aquestes manifestacions artístiques immaterials a l’ètnia uigur.
Al segle XX es va adaptar per primer cop una cançó tradicional uigur al xinès mandarí i la cançó en qüestió va ser “La Noia de Daban”, que era una antiga població petita al Xinjiang i parla sobre l'amor cap a una noia d'aquest antic municipi. Cap a l'any 2022, organitzar per la coreògrafa Zhu Yuxiang, es va fer una mostra de la cançó de “La Noia de Daban” amb la dansa Sanam.
Avui en dia hi ha referents d'art uigur contemporani que han tingut cert impacte i han arribat a realitzar exposicions a diverses galeries, però el personatge de major importància en l'art pictòric contemporani Uigur va ser Ghazi Ehmet, nascut a la ciutat de Kashgar l'any 1933 i mort l'any 2017. Aquest artista va dedicar la seva vida a pintar generalment escenes tradicionals de la vida del poble uigur, tenint com una de les seves obres més importants la coneguda com a Uyghur Muqam, on Ghazi mostra un muqam del poble Uigur. Un Muqam és el conjunt de danses, poesies i danses populars folklòriques dels pobles d'Àsia central, en aquest cas el Muqam Uyghur, que va ser reconegut com a Patrimoni immaterial de la UNESCO l'any 2008. Hi ha quatre variants regionals d'aquest Muqam segons la zona del Poble uigur del que es prové: el Dolan Muqam, Doce Muqam, Turpan Muqam i Hami Muqam. L'obra de Ghazi Ehmet sobre aquest conjunt de danses i cançons populars de la seva ètnia ha esdevingut una de les peces més importants de l'art contemporani uigur.